# ヤミ起債
ヤミ起債（ヤミきさい）とは、地方自治体が長期の償還期限を定めた借り入れ契約を総務大臣（旧自治大臣）や都道府県知事の許可を得ずに締結すること。

## 概要
日本では2006年3月までは地方債許可制度として地方財政法の定めにより、地方債発行には総務大臣（旧自治大臣）または都道府県知事の許可が必要であった。2006年4月からは、財政難の自治体を除き、国と地方自治体が事前協議したうえ、地方自治体の判断により発行する地方債協議制度へ移行。一時的に税収が不足したときや、会計制度上財政が逼迫しやすい会計年度末に少額・短期間採られることは多い緊急措置的手段として、国や都道府県などが出資する基金を運営する団体や銀行・信用金庫など金融機関から「一時借入金」として受けることは認められている。
ヤミ起債は、この緊急手段を利用して他関係との資金のキャッチボールを繰り返し、実質的に借り換え継続することによって長期の借り入れをすることにより、許可または同意の必要な地方債の起債を回避することである。地方自治体がこのスキームを恒常的に扱う場合、自転車操業状態に陥ることがある。また、このような一時借入金によるヤミ起債は地方債とは異なり、会計年度末にはいったん精算されることから、実質公債費比率に反映されないため、財政状況の実態が外部からは把握が難しいという難点がある。
2006年に夕張市が財政再建団体になった当時、恒常的にヤミ起債をしていたことが広く報道され、一般的に知られるようになった。